# Am Ufer der Dämmerung
Am Ufer der Dämmerung (Arbeitstitel: Das Versprechen) ist ein Melodram des Regisseurs Jochen Richter aus dem Jahr 1981. In der Hauptrolle verkörpert Hans Peter Hallwachs den Journalisten Thomas Bongart, der aufgrund einer unheilbaren Krankheit nur noch kurze Zeit zu Leben hat.

## Handlung
Der Starjournalist Thomas Bongart erfährt, dass er aufgrund seiner Krebserkrankung nur noch kurze Zeit am Leben sein wird. Seine Freundin Lena erfährt von der schrecklichen Diagnose und beschließt, dass wenn er schon sterben muss, sie mit ihm gemeinsam ihr Leben beenden will.
Der Journalist beginnt, letzte finanzielle Mittel zu beschaffen, indem er die Geschichte der Zeit, die ihm noch bleibt, an eine sensationssüchtige Publikumszeitschrift verkauft. Mit Lena beginnt er seine letzte Reise von München über Wien bis zum Ziel, der italienischen Metropole Venedig. Verfolgt von Reportern und Fotografen, die am liebsten in jedem Augenblick, den Bongart noch auf Erden hat, mit der Kameralinse hautnah dabei wären, gerät das flüchtende Paar zunehmend in Krisensituationen.
Inhaltlich weckt die Produktion Erinnerungen an Bertrand Taverniers Science-Fiction-Krimi Der gekaufte Tod, der ein Jahr vor der Produktion dieses Melodrams erschienen ist.

## Produktionsnotizen
Jochen Richter, der neben der Regie auch das am Drehbuch mitwirkte, produzierte den Film für seine eigene Filmproduktionsfirma Jochen Richter Filmproduktion (München) in Zusammenarbeit mit dem BR. Die Dreharbeiten fanden im Jahr 1981 statt. Gedreht wurde in München, Wien und Venedig. Die Filmmusik komponierte der Musiker Michael Landau in Zusammenarbeit mit der Neue Deutsche Welle Band Extrabreit. Gefördert wurde die Produktion von der Filmförderungsanstalt und der FFF Bayern.

## Erscheinungstermin
Nach der Prüfung und Freigabe ab 16 Jahren am 14. September 1982 durch die FSK, kam Am Ufer der Dämmerung am 22. April 1983 in die deutschen Kinos. Die Erstausstrahlung im Fernsehen war am 8. Juli 1985 in der ARD.

## Kritiken
Das Lexikon des internationalen Films ist der Ansicht, dass „[d]er Film […] weder seiner interessanten Ausgangskonstellation[,] noch dem Spannungspotential der Geschichte gerecht [wird]“.